# Лезна
Лезна — река в России, протекает по Тосненскому району Ленинградской области.
Исток реки находится в урочище Макарьевская Пустынь. Искусственным каналом «Макарьевская канавка» исток связан с рекой Мга.
Устье реки находится в 67 км по левому берегу реки Тигода. Длина реки составляет 12 км.

## Данные водного реестра
По данным государственного водного реестра России относится к Балтийскому бассейновому округу, водохозяйственный участок реки — Волхов, речной подбассейн реки — Волхов. Относится к речному бассейну реки Нева (включая бассейны рек Онежского и Ладожского озера).
Код объекта в государственном водном реестре — 01040200612102000019247.